# Наводнения в Китае (2016)
В середине июня 2016 года на юге Китая начались сильные дожди, вызвавшие смертоносные наводнения. В июле ситуация ещё более усугубилась. Больше всего пострадали населённые пункты, расположенные вдоль Янцзы и Хуайхэ. В результате наводнений пострадало 32 миллиона человек, убытки понесли 26 китайских провинций, погибло 186 человек. Было уничтожено 280 000 гектаров земли, ущерб государству составил $5,73 млрд. Наводнение похожего масштаба в КНР было в 1998 году.

## Последствия

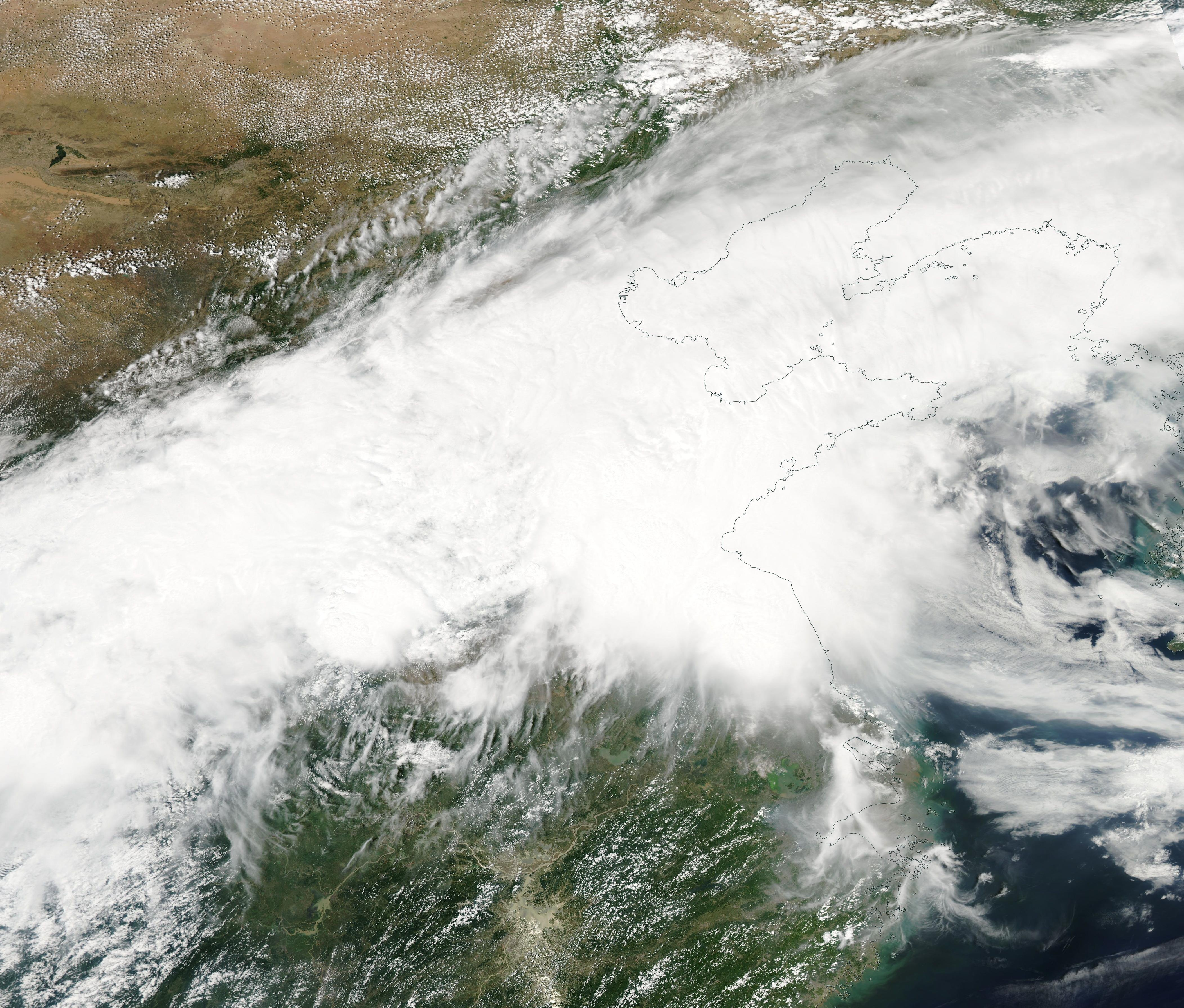
Спутниковый снимок района атмосферного фронта «мэйюй» (область затяжных ливневых дождей) от 23 июня.

Ливневые дожди в Южном Китае начались 14 июня, в результате наводнения в тот же день погибло 14 человек. За следующую неделю наводнения унесли жизни ещё 22 человек. К 20 июня от стихии пострадало 3 700 000 человек, ещё 197 000 были эвакуированы. Было уничтожено 10 500 домов, ущерб достиг отметки в 2,7 млрд юаней (приблизительно $410 млн.). 23 июня торнадо обрушилось на уезды Фунин и Шэян (провинция Цзянсу); по меньшей мере погибло 99 человек, ещё 846 получили ранения. Таким образом, это торнадо стало самым смертоносным в Китае за последние 50 лет.
К концу июня от наводнений пострадала большая часть Восточного Китая, районы, расположенные вдоль реки Янцзы пострадали сильнее всего. Было повреждено более 200 000 домов, экономические потери достигли 29 млрд юаней ($4,4 млрд).
2 июля городской округ Бицзе, Гуйчжоу накрыл оползень; погибло 23 человека, семеро пострадали. Окраины города Лючжоу (Гуанси-Чжуанский автономный район) были затоплены рекой Люцзян. 7 июля от оползня пострадала деревня в горах Куньлунь; погибло 35 человек.

### Хубэй
В Ухане за первую неделю июля выпало 570 мм осадков, превысив рекорд 25-летней давности. Тревога была объявлена 2 июля, в тот же день на восемь человек обрушилась стена, длиной 15 м и высотой 2 м. Станции Уханьского метрополитена, ровно как и главный железнодорожный вокзал города были частично затоплены, был затоплен футбольный стадион Минтан в Эчжоу. Погибло по меньшей мере 27 человек, 400 000 было эвакуировано. Наводнение охватило 500 000 га зерновых культур; 15 000 домов были полностью разрушены, либо получили серьёзные повреждения, а экономический ущерб достиг отметки в 5,7 млрд юаней ($850 млн.).

## Реакция
6 июля премьер Государственного совета КНР Ли Кэцян посетил провинции Аньхой, Хубэй и Хунань, и призвал местные власти серьёзнее подготовиться к возможным наводнениям. В то же время, китайский лидер Си Цзиньпин отправился в ряды китайской армии и народной вооруженной полиции, чтобы помочь в ликвидации последствий наводнения. СМИ предполагают, что Тайфун Непартак может усугубить ситуацию, когда он достигнет китайского побережья со стороны Тайваня.